# Статуя Свободы (Кольмар)
Статуя Свободы в Кольмаре (фр. La statue de la Liberté à Colmar) — копия всемирно известной статуи Свободы, установленной в Нью-Йорке. Одна из достопримечательностей города Кольмара во Франции.

## История
Создание копии было приурочено к столетию со смерти скульптора Фредерика Огюста Бартольди, который создал настоящую статую Свободы в США. В Кольмаре, помимо этой статуи, есть еще множество других, которые были установлены, чтобы почтить память великого скульптора.
Установка статуи в родном городе Бартольди — Кольмаре — состоялась в 2004 году. Местом был выбран северный въезд в город. Заместитель мэра Кольмара Жильбер Мейер (фр. Gilbert Meyer) и представители городского совета поручили скульпторам Паскалю Бижелю (фр. Pascal Bigel) и Гийому Рошу (фр. фр. Guillaume Roche) создать такую копию памятника. Копия статуи была открыта 4 июля 2004 года в 12:15, на церемонии присутствовала жена президента Франции Жака Ширака. Работа над статуей проводилась также командой из 7 художников, которые занимались в мастерской Гийома Роша. Для изготовления копии статуи Свободы понадобилось 9 месяцев работы и 12 000 рабочих часов.
Высота статуи Свободы в Кольмаре — 12 метров, а в окружности она занимает 10 метров. Для её изготовления использовали 2 тонны смолы, 2 тонны стали, 6 тонн гипса, 6 тонн глины для лепки.